# 皮什科
皮什科，是匈牙利巴兰尼亚州所辖的一个村。总面积11.55平方公里，总人口251，人口密度21.7人/平方公里（2011年1月1日）。